# Grover Cleveland Alexander
Grover Cleveland Alexander (Elba (Nebraska), 26 februari 1887 – St. Paul (Nebraska), 4 november 1950) was een Amerikaans honkbalspeler, die 20 seizoenen speelde in de Major League. Hij werd in 1938 opgenomen in de Baseball Hall of Fame.

## Carrière
Alexander, die werd geboren tijdens het presidentschap van Grover Cleveland, debuteerde na twee seizoenen in Minor league baseball op 15 april 1911 in de Major League voor de Philadelphia Phillies in de National League. Als starting pitcher won hij bij die club in drie opeenvolgende seizoenen meer dan 30 matchen: 31 in 1915, 33 in 1916 en 30 in 1917.
In december 1917 ging hij naar de Chicago Cubs, waar hij speelde tot 22 juli 1926. Toen werd hij ingehaald bij de St. Louis Cardinals. Zijn grootste succes kwam in de zevende en beslissende match van de World Series van 1926, toen hij als relief pitcher voor de Cardinals inviel tegen de New York Yankees, geen honkslag meer toeliet en de Cardinals naar de zege leidde, nadat hij de dag voordien al de zesde wedstrijd als startwerper had gewonnen.
Alexander kampte met een alcoholverslaving. Toen hij in 1929 zijn 373e wedstrijd won voor de Cardinals, dacht hij de recordhouder in de National League te zijn en om dat te vieren zette hij het op een drinken (dit was tijdens de Prohibitie). Zijn club schorste hem voor de rest van het seizoen omdat hij de clubregels had overtreden. Nadien kon Alexander geen enkele wedstrijd meer winnen. Op 11 december 1929 kon hij terugkeren naar de Philadelphia Phillies, maar in zijn laatste jaar bij de Phillies was hij slechts driemaal werper en verloor telkens. Alexanders carrière werd ook gehinderd door epilepsie.
Tijdens zijn twintigjarige carrière in de National League speelde hij voor de Phillies (1911- december 1917 en 1930), de St. Louis Cardinals (1926-1929) en de Chicago Cubs (1918-1926). Hij won in totaal 373 matchen (evenveel als Christy Mathewson; alleen Cy Young en Walter Johnson deden beter) en verloor er 208.
Alexanders levensverhaal werd geromantiseerd en gedramatiseerd in de film The Winning Team uit 1952. Latere president Ronald Reagan speelde daarin de rol van Grover Cleveland Alexander.

## Statistieken
- Strikeouts: 2199
- Homeruns: 11
- Eerste wedstrijd: 15 april 1911
- Laatste wedstrijd: 28 mei 1930

- International Standard Name Identifier: 0000 0000 3305 3599
- Library of Congress Control Number: n89673683
- SNAC: w6rv1p4q
- Virtual International Authority File: 28685353
- WorldCat: E39PBJht7wm3b9BjBc8tGrMVmd